# Chrysotoxum japonicum
Chrysotoxum japonicum là một loài ruồi trong họ Ruồi giả ong (Syrphidae). Loài này được Matsumura mô tả khoa học đầu tiên năm 1916. Chrysotoxum japonicum phân bố ở vùng Cổ Bắc giới